# Лајм Лејк-Мачајас (Њујорк)
Лајм Лејк-Мачајас (енгл. Lime Lake-Machias) град је у америчкој савезној држави Њујорк.

## Демографија
По попису из 2000. године број становника је 1.422.
| Група             | 2000.         | 2010.    |
| Белци             | 1.384 (97,3%) | 0 (0,0%) |
| Афроамериканци    | 3 (0,2%)      | 0 (0,0%) |
| Азијати           | 0 (0,0%)      | 0 (0,0%) |
| Хиспаноамериканци | 14 (1,0%)     | 0 (0,0%) |
| Укупно            | 1.422         | 0        |